# Månadens Affärer
Månadens Affärer var en månatlig affärstidning från Bonniers som gavs ut under åren 1994 till 1997, med ISSN-nummer 1104-473Xf. Tidskriften hade underskriften "konjunktur, succéer & missar, affärsfolk, marknadsföring, dina pengar". Tidskriften fungerade som något av en systertidning till Veckans Affärer. 1998 bytte tidningen namn och delvis inriktning och gavs då ut under namnet Bizniz (ISSN:1403-2295f), med underskriften "Affärsmagasinet för oss som inte bara tänker på pengar", men tidskriften lades ned samma år.
Under åren 1983-1992 gav DAB mediapress i Jönköping också ut en tidskrift under namnet Månadens Affärer (ISSN 1100-1054), med underskriften företagstidning för O, P och R-län.